# Toxorhynchites manicatus
Toxorhynchites manicatus är en tvåvingeart som först beskrevs av Edwards 1921.  Toxorhynchites manicatus ingår i släktet Toxorhynchites och familjen stickmyggor.
Artens utbredningsområde är Taiwan. Inga underarter finns listade i Catalogue of Life.